# 國際專利分類斯特拉斯堡協定
《國際專利分類斯特拉斯堡協定》（英語：Strasbourg Agreement Concerning the International Patent Classification）也稱為《斯特拉斯堡協定》、《IPC協定》，是一種國際性条约，為发明专利、發明人證書、实用新型专利和實用證書建立了一個通用的分類，被稱之「国际专利分类」（IPC）。該條約於1971年3月24日在法国斯特拉斯堡簽署，並在1975年10月7日生效、1979年9月28日時修訂、1980年2月28日於世界知识产权组织登記。
《保护工业产权巴黎公约》的締約國可成為《斯特拉斯堡協定》的締約。截至2023年4月，《斯特拉斯堡協定》共有65個締約方。聖座、伊朗和列支敦斯登雖然於1971年簽署了該協定，但尚未批准。

## 外部連結
- Strasbourg Agreement Concerning the International Patent Classification （页面存档备份，存于） in the WIPO Lex database — official website of WIPO.
  - The full text of the Strasbourg Agreement Concerning the International Patent Classification （页面存档备份，存于）（英語）